# 예두아르트 라티포프
예두아르트 라트밀레비치 라티포프(러시아어: Эдуа́рд Ратмиле́вич Латы́пов, 1994년 3월 21일~)는 러시아의 바이애슬론 선수이다. 2022년 동계 올림픽에서 남자 추적, 남자 계주와 혼성 계주에서 동메달을 획득했다. 또한 세계 선수권 대회에서 동메달 1개를 획득했다. 